# Rhomphaea labiata
Rhomphaea labiata là một loài nhện trong họ Theridiidae.
Loài này thuộc chi Rhomphaea. Rhomphaea labiata được miêu tả năm 1991 bởi Zhu & Da-xiang Song.

## Hình ảnh

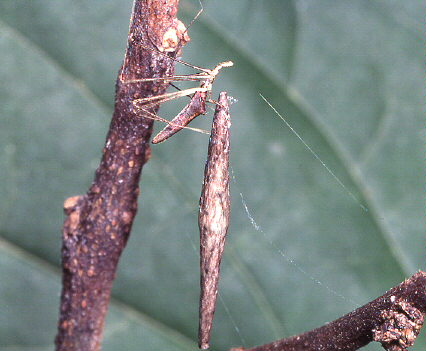